# Agave inaequidens
Agave inaequidens là một loài thực vật có hoa trong họ Măng tây. Loài này được K.Koch mô tả khoa học đầu tiên năm 1860.

## Hình ảnh

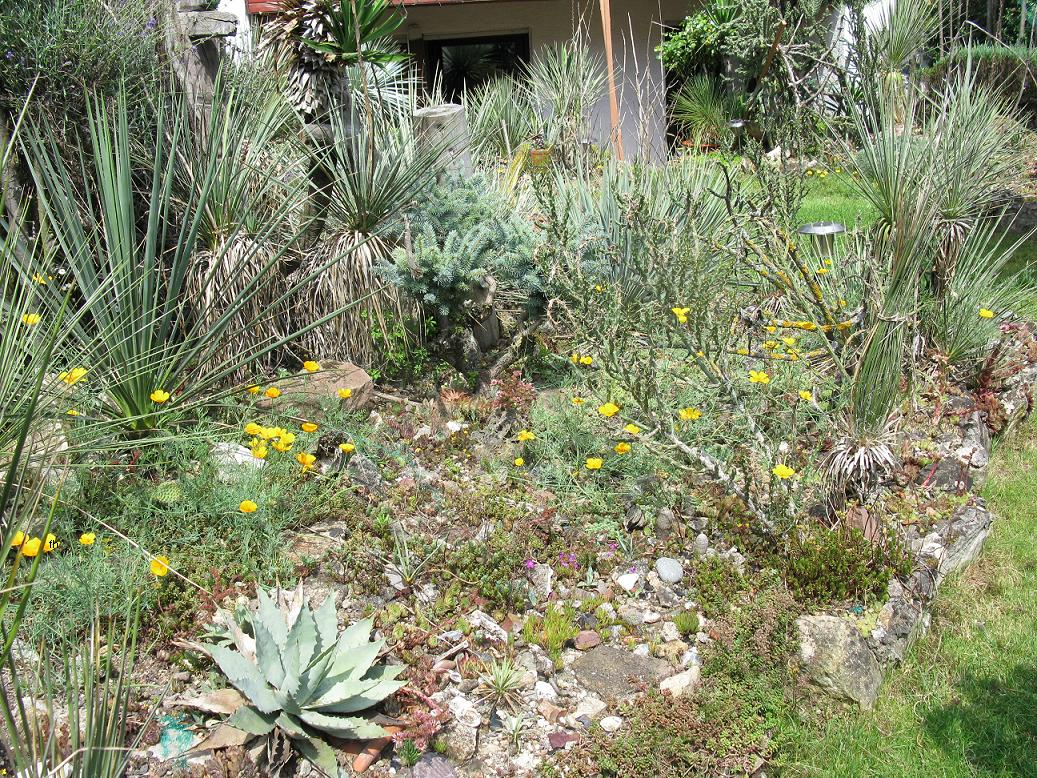